# أشدلق السفلي (مهر أنرود)
أشدلق السفلی (بالفارسية: اشدلق سفلی) هي منطقة سكنية تقع في إيران في قسم مهر أنرود المرکزي الريفي. يقدر عدد سكانها بـ 703 نسمة .